# Maitea
Maitea（まいてぃ、1987年7月22日 - ）は、日本のピアニスト･作曲家。兵庫県神戸市出身。

## キャッチコピー
「景色が見える美しいメロディと、まるで歌が聞こえてくるようなドラマチックなアレンジが心地いい」

## 来歴
大阪音楽大学ポピュラーコースに入学、専攻科卒業。卒業後、2009年から9人組バンドVoice of Mindで3年半活動する。年間200本のライブや楽曲提供、CMソングやメディア等、積極的に活動するが、一人でピアニストの夢を追うため脱退を決意、2012年よりソロ・ピアニストとして活動を開始した。
2012年
- 1月9日：Soap opera classicsにて、ソロになって初めてのワンマンライブを開催。[2]。
- 7月29日：オリジナル曲を収録したミニアルバム「Melody of the Heart」発表[3]。
- 9月23日：夙川NU-VUにて、「MaiteaとTeatime」と名付けた、Maiteaがすすめる紅茶を飲みながら音楽を楽しむという趣旨の、ティータイム ワンマンライブを開催[4]。

2013年
- 5月：住友不動産のCM「新築そっくりさん」15秒・30秒バージョンにてソロピアノが起用される。
- 6月：ANA国際線機内放送「Wmibaチャンネル」にて「温もりのバラード」が放送される。また、Wmibaが放送しているラジオの中でも、ピックアップアーティストとして取り上げられる。その後、「MyWay」「桃色のトンネル」「星に願いを」「Wonderful Life」も放送された。
- 7月22日：umeda AKASOにて、Maiteaバースデーワンマンライブ〜DramaticTheater〜を開催。約140名来客の中、初の試みである、読み聞かせ、映像コラボ、PV発表。5名のサポートメンバーを加え、多くの演出を披露[5]。
- 10月19日：六甲山活性化プロジェクト、小型モビリティ（日産製小型電気自動車）のレンタルが開始。この小型モビリティ走行中のBGMとして、Maiteaの「Myway」が使用される。

2014年
- 2月1日：21年間続くサンテレビ『手づくり花づくり』の番組内BGMに、Maiteaの楽曲が起用される。
- 2月26日：Maiteaのオリジナル曲「Revival」のピアノスコア発売。
- 3月3日：株式会社Maiteaエンターテイメント設立。代表取締役となる。

2015年
- 1月3日：FM aiai (82.0MHz) にて、「Maiteaと聴く13人のピアニスト」(全13回) 放送開始。メインパーソナリティーを務める[6]。
［放送時間］毎週土曜日 19：20～20：00 ［内容］ピアニストMaiteaが、全13回の放送で素敵な13人のピアノ作品を紹介。
- 1月17日：サンテレビ『いま、防災を考える〜阪神淡路大震災から20年〜』のエンディングテーマとして、「Revival」が起用される。
- 6月8日：ヴァイオリニスト松本尚子と音楽ユニット「RING ABEL」を結成。
Flamingo the Arusha (大阪市浪速区) にて、結成記念ライブ「RING ABEL結成＆ウェディングカバーアルバム発売記念ワンマンライブ～私たち、結婚します～」を開催[7]。
※ピアニストとしてのソロ活動は継続。
- 11月2日：umeda AKASO (大阪市北区) にて、初のソロピアノコンサートを行う。1st Full Album“ピアノで描くMaiteaの世界”リリース[8]。

2016年
- 2月4日：音楽ユニット「RING ABEL」の解散を発表。結成から僅か8ヶ月間の活動であったが、お互いの方向性のズレから解散を決意した旨をブログに綴っている[9]。ピアニストとしてのソロ活動は継続。

- 7月11日：大阪市中央区南船場に、アコースティック&クラシック専門のリハーサルスタジオ「studio FUN HOUSE」(スタジオ ファンハウス)をオープン。[10]

## 人物･エピソード
父をドラマーに持つ、藤田家の一人娘。
3歳の頃、家にあったストーブの給油サインで流れるメヌエットを自然に覚え、ピアノで弾いていたのを見た両親が驚き、それがきっかけとなってピアノを習うことになった。
小学4年生の時、音楽の先生から校内放送で呼び出されたMaiteaは、怒られると思って恐る恐る職員室に行ったところ、ピアノが上手な上級生が卒業するので、代わりに校歌を弾くように言われた。このことがスカウトされたようで嬉しく、本格的にピアノを始めるきっかけとなった。
紅茶とチョコレートが好きで、Maiteaの「tea」は紅茶から取って付けた。公式ホームページのプロフィールにも「紅茶マニア」と明記されている。
Maiteaのディズニー好きは友人、音楽仲間の間では有名で、ディズニーのことなら、ウォルトの次に知っていると自負するほど。作品の中では『塔の上のラプンツェル』が一番のお気に入り。また、『アナと雪の女王』のテーマ曲「Let It Go」のMVを、自身のピアノ演奏で制作、2014年9月にYouTubeにおいて発表している。
サポートで出演するライブの前日に自転車で転倒し指を骨折したことがある。心配をさせないため、出演者、スタッフに黙ったまま約2時間の演奏を滞りなく終えた。ライブ終了後にその事実を知った出演者やスタッフが、それぞれのブログなどで綴った。
自身の誕生日(7月22日) / 両親の結婚記念日(4月22日) / 父方の親の結婚記念日(2月22日) / 母方の親の結婚記念日(11月22日) / 祖母の誕生日(10月22日) / Voice of Mind時代の恩師の誕生日(9月22日) / 父の会社設立日(7月22日) / 2014年に引いたおみくじの番号が22番。何かと「22」に縁があることから、「22」をラッキーナンバーとしている。
ピアノ以外にサクソフォーンも習っていたことがあり、自前の楽器も持っている。2014年1月10日にSoap opera classicsで行われた新春ライブでは、その演奏も披露した。自ら録音したピアノ音源をサポートに2曲を演奏。

## ディスコグラフィ

### CD
1. 1st Mini Album “Melody of the Heart” （2012年7月29日発売）全曲、作曲・ピアノ演奏Maitea
  1. MyWay
  2. 温もりのバラード
  3. 星に願いを
  4. Wonderful Life
  5. 桃色のトンネル
  6. Revival
2. RING ABEL Cover Mini Album “I will follow you” （2015年5月2日発売）
  1. 赤いスイートピー
  2. 瀬戸の花嫁
  3. てんとう虫のサンバ
  4. 乾杯-Piano Solo-
  5. 糸
  6. お嫁においで
3. 1st Full Album “ピアノで描くMaiteaの世界” （2015年11月2日発売）全曲、作曲・ピアノ演奏Maitea
  1. Smile Project
  2. オリーブ畑と空 (Authentec株式会社テーマソング)
  3. Revival (feat.Violin version)
  4. Last Summer
  5. 深海魚
  6. 朧月夜 -Piano solo-
  7. 雨曜日
  8. 虹の香り
  9. 桃色のトンネル -prologue-
  10. 桃色のトンネル (Full Band version)
  11. Myway (Piano & Drum duo ver)
  12. Ever Green -Piano solo-

### DVD
1. Song My Life Vol.1@umeda AKASO（2014年3月21日発売）ライブDVD
  1. 雨曜日
  2. 虹の香り
  3. 深海魚
  4. 桃色のトンネル
  5. MyWay
  6. Revival

## メディア

### テレビ
- 近鉄ケーブルネットワーク (KCN)の音楽情報番組｢Music Cube｣にゲスト出演（2013年4月1日）

### ラジオ
- FM Moov「POWER DE NIGHT」ゲスト出演（2012年7月13日）
- FMちゃお「ドラマチックナイト」ゲスト出演（2013年1月6日/13日）
- さくらFM Afternoon Information「あづあづのおしえて」のコーナーでゲスト出演（2013年1月18日）
- FM草津「佐合井マリ子のCaddySpoon」ゲスト出演（2013年3月5日）
- ラジオ岸和田「むんむのやったるデー・フライデー」ゲスト出演（2013年3月29日）
- FM OSAKA「相川七瀬のLOVE LOCK FLAMINGO」ゲスト出演（2015年4月13日）